# The Green Berets
The Green Berets é um filme norte-americano de 1968, do gênero guerra, dirigido por John Wayne, Ray Kellogg e Mervyn LeRoy, com atuação de John Wayne e David Janssen.

## A produção
O filme reflete as posições direitistas de John Wayne, que, em suas aparições públicas, não perdia uma chance de expor seu discurso anticomunista. Numa época em que a Guerra do Vietnam era severamente criticada em seu país, Wayne realizou uma mera propaganda das Forças Especiais do Exército dos EUA, os Boinas Verdes do título. Não se tentou nenhuma avaliação objetiva da realidade, nem tampouco qualquer questionamento da política americana. Maniqueísta, todos os americanos são imaculadamente bons e todos os vietcongs, selvagens.
Historiadores provaram que o tipo de heroísmo mostrado no filme seria fatal na prática. Wayne, que nunca lutou em nenhuma guerra mas fez inúmeros filmes do gênero, acabou ridicularizado pelos soldados e sua maneira de agir foi vista como estupidamente suicida.
Senões ideológicos à parte, The Green Berets é bem realizado, com boas sequências de batalhas e um elenco afinado. Apesar da impopularidade daquela guerra, o filme foi um grande sucesso, tendo rendido 11 milhões de dólares nas bilheterias.
A cena final ficou famosa, por mostrar o Sol pondo-se no leste.

## Sinopse
O Coronel Mike Kirby comanda um grupo de Boinas Verdes no Vietnam do Sul. Sua missão, após controlar uma área disputada com o inimigo, é sequestrar um general do Vietnam do Norte. Kirby é acompanhado, também, por George Beckworth, um jornalista totalmente contrário à intervenção americana. No decorrer da ação, porém, Beckworth muda de lado, graças à doutrinação do coronel, que lhe faz ver como é importante livrar o mundo dos comunistas.

## Principais premiações
| Prêmio        | Categoria                                                      | Situação                    |
| ------------- | -------------------------------------------------------------- | --------------------------- |
| Golden Laurel | Melhor Filme de Ação Melhor Ator em Filme de Ação (John Wayne) | Quarto lugar Terceiro lugar |

## Elenco
| Ator/Atriz          | Personagem         |
| ------------------- | ------------------ |
| John Wayne          | Coronel Mike Kirby |
| David Janssen       | George Beckworth   |
| Jim Hutton          | Sargento Petersen  |
| Aldo Ray            | Sargento Muldoon   |
| Raymond St. Jacques | Sargento Doc McGee |
| Bruce Cabot         | Coronel Morgan     |
| Jack Soo            | Coronel Cai        |
| George Takei        | Capitão Nim        |
| Patrick Wayne       | Tenente Jamison    |
| Like Askew          | Sargento Provo     |
| Edward Faulkner     | Capitão MacDaniel  |
| Mike Henry          | Sargento Kowalski  |
| Irene Tsu           | Lin                |
| Jason Evers         | Capitão Coleman    |